# Mellansvenska israndzonen

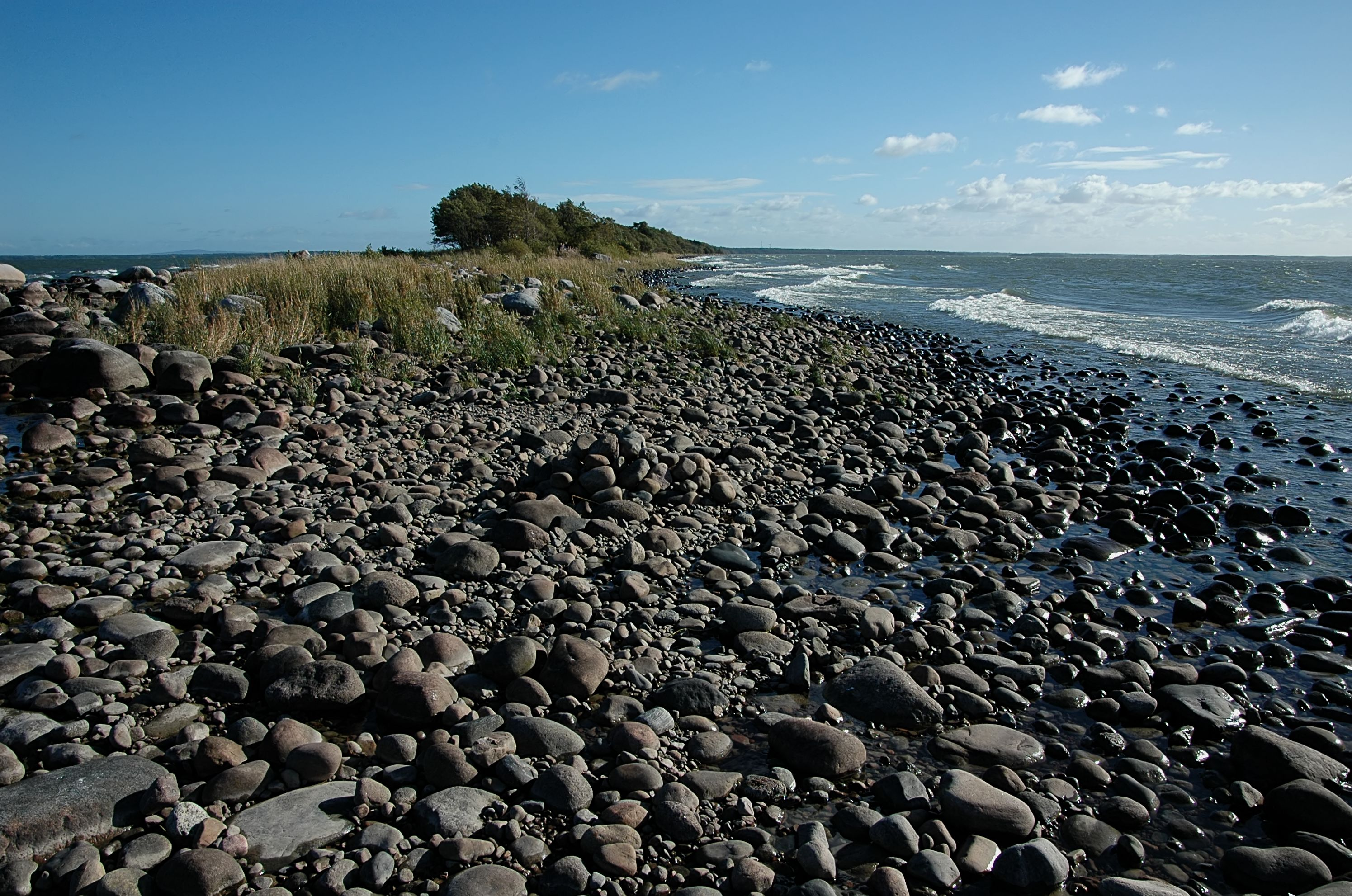
Hindens rev

Mellansvenska israndzonen bildades när inlandsisens avsmältning avtog under en kallperiod för ca 12 000 år sedan och iskanten stod ganska stilla under ca 800 år. Det inträffade under den kalla delen av den så kallade yngre Dryastiden.
Den mellansvenska israndzonen inrymmer åtskilliga ändmoräner, bland annat i form av avlånga moränryggar. Zonen benämns därför ibland mellansvenska ändmoränerna. Området kännetecknas även av stora sandiga deltaområden och andra isälvsavlagringar av sten, grus och sand.  
Zonen sträcker sig från södra Norge (där benämnd Raet eller Ra-trinnet) genom Dalsland, Västergötland, Östergötland och upp genom Södermanland. Sedan fortsätter området med ändmoräner vidare genom södra Finland (kallas där Salpausselkä) och in i Ryssland längs en båge upp mot Norra ishavet.
Några kända israndbildningar inom mellansvenska israndzonen är Hindens udde – Hindens rev – Hjortens udde i Vänern och i Östergötland Mjölbyfältet med Kungshögaplatån samt Djurkällaplatån strax norr om Motala. Vid Dals Ed i Dalsland finns stora ändmoräner och deltan.